# Курица тикка масала
Тикка Масала (хинди चिकन टिक्का मसाला; урду مرغ تکہ مصالحہ‎) — блюдо индийской кухни. Тикка — это кусочек. Речь идет о кусочке мяса: это может быть курица (традиционный вариант), индюшатина или ягнятина (баранина); говядина в индийской кухне традиционно не используется по религиозным соображениям. Масала — это смесь пряностей (специй). Блюдо состоит из замаринованных заранее кусочков мяса или птицы и густого острого соуса. Основу маринада составляет натуральный (без добавок) йогурт или кефир (как правило не очень жирный). В качестве наполнителей для соуса используются различные смеси (карри, гарам масала; возможен собственный набор: так в североиндийской кухне добавляют гвоздику и корицу) и овощи (томаты, острый и сладкий перцы, имбирь, чеснок и т. д.), также добавляется сливочное масло. Специй может быть много. Вариантов приготовления блюда множество: это может быть карри, когда кусочки плавают в соусе, или шашлычки, приготовленные на деревянных шпажках. В любом случае замаринованные заранее кусочки, подвергаются температурной обработке: либо тушатся, либо жарятся, после чего заливаются соусом. При подаче тикка масала обычно украшается листиками кинзы. Мелко нарезанную кинзу (вместе со стеблями) также добавляют в соус, незадолго до его готовности. В качестве гарнира подается рис.
Происхождение этого блюда спорно. Изначально оно, предположительно, было придумано на островах Индии. Впрочем, Рахул Верма, кулинарный эксперт из Дели, придерживается другой точки зрения: он считает, что блюдо возникло в Пенджабе в последние 50 лет.Что касается Европы, то некоторые источники полагают, что блюдо появилось в первых индийских ресторанах лондонского района Сохо в 1970-х годах.
В Великобритании по некоторым данным, тикка масала стала даже популярнее традиционного английского фиш-энд-чипс. В 2009 году парламентарий из Глазго Мохаммед Сарво предложил включить это блюдо в шотландскую кухню.